# 黑莎草属
黑莎草属（学名：Gahnia）是莎草科下的一个属，为多年生粗壮草本植物
。该属共有41种，主要分布于大洋洲和亚洲热带地区。
该属常见的植物有：
- 散穗黑莎草 Gahnia baniensis
- 爪哇黑莎草 Gahnia javanica
- 黑莎草 Gahnia tristis

## 形态特征
黑莎草属具有匍匐的坚硬根状茎。其秆呈圆柱状，高大而粗壮，具有明显的节。叶片为线形，干燥时常向内卷曲，具纸质叶舌。
该属植物的圆锥花序硕大，形态多样，可呈现为松散的圆锥状或紧缩成穗状。每个小穗通常含有1–2朵花，其中只有上部的1朵两性花能够结果。鳞片呈黑色或暗褐色，花期时最上部的2–3片鳞片较小，而在结果期时这些鳞片会逐渐增大。雄蕊数量为3–6枚，花柱细长。
黑莎草属植物的小坚果为骨质，形状为圆筒状或三棱形，表面光滑且具有光泽，且无下位刚毛。